# Lothar Rochau
Lothar Rochau (* 2. September 1952 in Weißensee) ist ein deutscher Sozialarbeiter, Buchautor, Marathonläufer und Bürgerrechtler in der ehemaligen DDR.

## Leben und Wirken
Lothar Rochau wuchs in Thüringen auf und absolvierte parallel zur zehnten Klasse an einer Polytechnischen Oberschule eine Ausbildung zum Werkzeugmacher. Als Kind begegnete er in Weißensee dem späteren Pastor und DDR-Kritiker Oskar Brüsewitz, der dort ab 1960 als Schuhmachermeister eine Werkstatt und einen Laden betrieb. Seinen Grundwehrdienst absolvierte Rochau bei der Nationalen Volksarmee (NVA).
In den 1970er Jahren machte Rochau gegen den Willen seines damals SED-treuen Vaters im Diakonenkolleg Lindenhof der Evangelischen Stiftung Neinstedt und in Erfurt eine Ausbildung zum Diakon.
Rochaus erster Einsatzort nach bestandenem Examen im Jahre 1977 war Halle-Neustadt, wo er durch seine offene Jugendarbeit und seine öffentlich vorgetragene Kritik am politischen System der DDR recht bald ins Visier der Staatssicherheit (MfS) geriet. Sein Gesprächskreis, dem auch der spätere DDR-Verteidigungsminister Rainer Eppelmann angehörte, entwickelte sich in den 1980er Jahren zum Teil eines landesweiten Netzwerkes politisch Andersdenkender, das im Herbst 1989 maßgeblichen Einfluss auf den Verlauf der Friedlichen Revolution in der DDR nahm.
1983 wurde Rochau wegen politischer Straftatbestände nach dem Strafgesetzbuch der DDR zu drei Jahren Haft verurteilt und nach fünf Monaten Freiheitsentzug von der Bundesrepublik freigekauft. Im Jahre 1991 hob das Landgericht Halle seine Verurteilung auf.
Rochaus Rechtsbeistand war bis zu seinem Freikauf der Anwalt Wolfgang Schnur, der später als Inoffizieller Mitarbeiter (IM) des MfS enttarnt wurde.
Bis 1986 studierte Rochau in Frankfurt am Main an einer Fachhochschule Sozialpädagogik.
Am 10. November 1989 kehrte er nach Halle zurück, engagierte sich lokalpolitisch und war bis 2007 mit der Amtsbezeichnung Oberamtsrat Leiter des Jugendamtes; anschließend wechselte er bis zu seiner Pensionierung im Jahre 2017 ins Wirtschaftsdezernat.

## Persönliches
Rochau ist zum zweiten Mal verheiratet und Vater eines 1976 geborenen Sohnes. Mit seiner ersten Frau kirchlich getraut wurde er vom DDR-kritischen Pastor Walter Schilling. 2022 wurde Rochau in Hannover Deutscher Meister der über 70-jährigen im Marathonlaufen. 2012 gründete er unter Mitwirkung des evangelisch-lutherischen Missionswerkes Leipzig eine Stiftung für sozial-karitative Aufgaben in Tansania.

## Publikationen (Auswahl)
- mit Ines und Peter Godazgar: Marathon mit Mauern. Mein deutsch-deutsches Leben. Autobiografie (Hrsg. von der Landesbeauftragten zur Aufarbeitung der SED-Diktatur in Sachsen-Anhalt), Mitteldeutscher Verlag 2021, ISBN 978-3-96311-443-4.